# 薩爾瓦多 (加利福尼亞州)
薩爾瓦多（英語：Salvador）是位於美國加利福尼亞州納帕縣的一個非建制地區。該地的面積和人口皆未知。

## 地理
薩爾瓦多的座標為38°20′27″N 122°19′15″W / 38.34083°N 122.32083°W，而該地的平均海拔高度為25米（即82英尺）。